# Romuald Korwek
Romuald Korwek ps. „Orzech” (ur. 1900 w Korwkach (Siwikach), powiat łomżyński, zm. 4 maja 1982) – żołnierz wyklęty, ostatni i najdłużej ukrywający się żołnierz XVI Okręgu Narodowego Zjednoczenia Wojskowego (NZW).

## Życiorys
Urodził się w 1900 w miejscowości Korwki (obecnie Siwiki) w powiecie łomżyńskim. W 1933 zawarł związek małżeński z młodszą o 14 lat Aleksandrą Serwatko, z którą niedługo później wyjechał do Brazylii w poszukiwaniu pracy (zamieszkali w Kurytybie). W październiku 1934 wrócił do Polski ze względu na nagłą śmierć żony. Następnie zawarł drugi związek małżeński ze Stanisławą, która tuż przed rozpoczęciem II wojny światowej wyjechała do Stanów Zjednoczonych.
Po zbrojnym zajęciu ziem powiatu łomżyńskiego (wpierw przez wojska ZSRR, a później III Rzeszy), Korwek rozpoczął działalność konspiracyjną w Związku Walki Zbrojnej (ZWZ), a następnie w Armii Krajowej (AK). W 1943 wszedł do formacji Narodowych Sił Zbrojnych (NSZ). W 1945 został aresztowany przez ówczesny komunistyczny aparat bezpieczeństwa za działalność w strukturach AK i NSZ. Pod pozorem wyrażenia zgody na współpracę z organami bezpieczeństwa wewnętrznego został zwolniony z aresztu. Niedługo później przyłączył się do XVI Okręgu Narodowego Zjednoczenia Wojskowego „Mazowsze” pod dowództwem Zbigniewa Kuleszy ps. „Młot”. Korwek został zastępcą dowódcy w 3 kompanii I batalionu (dowódcami byli kolejno Antoni Chojecki ps. „Ślepowron”, a od sierpnia 1946 – Hieronim Rogiński „Róg”), a na przełomie 1945/1946 został mianowany dowódcą 3 kompanii.
W kwietniu 1947 ujawnił się przed Powiatowym Urzędem Bezpieczeństwa Publicznego w Łomży, jednak jeszcze tego samego roku ponownie powrócił do działalności konspiracyjnej, zostając dowódcą patrolu Pogotowia Akcji Specjalnej (PAS) przy Komendzie Powiatowej NSZ „Łużyca”. Od 1953 do 1961 ukrywał się w trzech ziemiankach wykopanych na terenie jednego z lasów w okolicach Kolna – pomoc materialną i żywnościową otrzymywał od rodziny oraz mieszkańców wsi Korwek i Siwik. W 1956 organy bezpieczeństwa PRL umorzyły sprawę działalności konspiracyjnej Korwka, jednak ten dopiero w 1961 ujawnił się na komendzie Milicji Obywatelskiej w Białymstoku, a następnie zamieszkał w Dębnikach u bratanicy. Zmarł 4 maja 1982. Został pochowany na cmentarzu w miejscowości Dobry Las w gminie Zbójna.